# Rallye Targa Florio
Ne doit pas être confondu avec Targa Florio.
Le Rallye Targa Florio (ou Targa Florio-Rally Internazionale Di Sicilia) est un rallye italien de Sicile qui se dispute annuellement sur asphalte et sur secteurs pavés, autour de Palerme et dans les Madonies. Il est organisé tous les ans au mois de mai par l'Automobile Club de Palerme (en collaboration avec la région de Sicile, la province et la commune de Palerme, la commune de Cefalù, la ville de Termini Imerese, etc.).

## Histoire

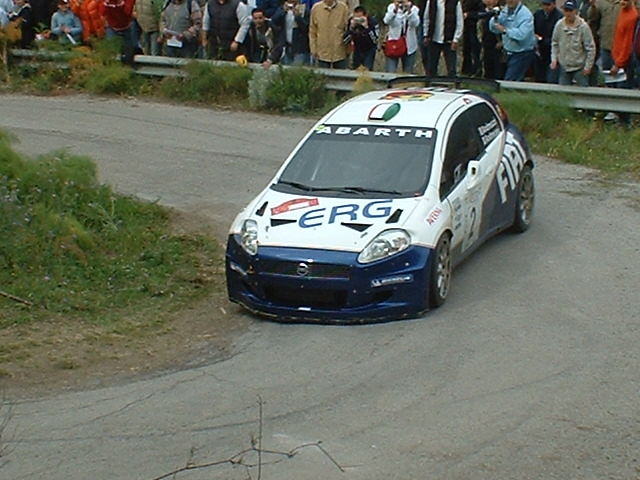
Paolo Andreucci victorieux de l'édition 2006, sur Fiat Grande Punto.

Il apparait dès 1978, en remplacement de la célèbre Targa Florio (mais en gardant toujours la même chronologie), ancienne épreuve se déroulant sur le circuit des Madonies et utilisant les routes de Sicile, dont l'ultime 61e édition le 15 mai 1977 voit la mort de deux spectateurs, ainsi que de graves blessures pour trois autres personnes dont le pilote Gabriele Ciuti à la suite de sa sortie de route sur Osella-BMW.
Il est intégré au championnat d'Italie depuis ses débuts, et au Championnat d'Europe des rallyes sans discontinuer de 1984 à 2011. L'Intercontinental Rally Challenge l'a pour manche en 2012 en remplacement du Rallye Mecksek, pour des raisons économiques (en 2011, il a été proposé comme une alternative au Rallye de Sardaigne pour le Championnat du monde des rallyes, mais finalement ce dernier a encore été retenu). Il a été suspendu en 2012, à la suite de la mort de Gareth Roberts, copilote de Craig Breen (accident de leur Peugeot 207).
Paolo Andreucci l'a remporté six fois (1997, 2003, 2004, 2006, 2007, et 2011).
Il existe aussi une compétition « Historic » du rallye, et une version « écologique » depuis 2007, le Green Prix-Targa Florio.
2016 sera l'année du centenaire.

## Palmarès
| Année | Édition                | Pilote                 | Copilote                | Voiture                  | ERC |
| ----- | ---------------------- | ---------------------- | ----------------------- | ------------------------ | --- |
| 1978  | 62º Targa Florio Rally | Tony Carello           | Maurizio Perissinot     | Lancia Stratos           | -   |
| 1979  | 63º Targa Florio Rally | Adartico Vudafieri     | Mario Mannucci          | Fiat 131 Abarth          | -   |
| 1980  | 64º Targa Florio Rally | Paolo Pasutti          | Roberto Stradiotto      | Fiat 131 Abarth          | -   |
| 1981  | 65º Targa Florio Rally | Jean-Claude Andruet    | Tilber                  | Ferrari 308 GTB          | +   |
| 1982  | 66º Targa Florio Rally | Antonio Tonino Tognana | Massimo De Antoni       | Ferrari 308 GTB          | -   |
| 1983  | 68º Targa Florio Rally | Franco Cunico          | Ergy Bartolich          | Lancia Rally 037         | -   |
| 1984  | 69º Targa Florio Rally | "Tony" Fassina         | Max Sghedoni            | Lancia Rally 037         | +   |
| 1985  | 70º Targa Florio Rally | Dario Cerrato          | Giuseppe Cerri          | Lancia Rally 037         | +   |
| 1986  | 71º Targa Florio Rally | Dario Cerrato          | Giuseppe Cerri          | Lancia Delta S4          | +   |
| 1987  | 72º Targa Florio Rally | Dario Cerrato          | Giuseppe Cerri          | Lancia Delta 4WD         | +   |
| 1988  | 73º Targa Florio Rally | Andrea Zanussi         | Paolo Amati             | BMW M3                   | +   |
| 1989  | 74º Targa Florio Rally | Dario Cerrato          | Giuseppe Cerri          | Lancia Delta 16V         | +   |
| 1990  | 75º Targa Florio Rally | Piero Liatti           | Luciano Tedeschini      | Lancia Delta 16V         | +   |
| 1991  | 76º Targa Florio Rally | Piero Longhi           | Pietro Carraro          | Lancia Delta 16V         | +   |
| 1992  | 77º Targa Florio Rally | Piergiorgio Deila      | Pierangelo Scalvini     | Lancia Delta 16V         | +   |
| 1993  | 78º Targa Florio Rally | Franco Cunico          | Stefano Evangelisti     | Ford Escort Cosworth     | +   |
| 1994  | 79º Targa Florio Rally | Franco Cunico          | Stefano Evangelisti     | Ford Escort Cosworth     | +   |
| 1995  | 80º Targa Florio Rally | Piero Liatti           | Alessandro Alessandrini | Subaru Impreza           | +   |
| 1996  | 81º Targa Florio Rally | Franco Cunico          | Pierangelo Evangelisti  | Ford Escort Cosworth     | +   |
| 1997  | 82º Targa Florio Rally | Paolo Andreucci        | Simona Fedeli           | Renault Megane Maxi      | +   |
| 1998  | 83º Targa Florio Rally | Renato Travaglia       | Flavio Zanella          | Peugeot 306 Maxi         | +   |
| 1999  | 84º Targa Florio Rally | Franco Cunico          | Luigi Pirollo           | Subaru Impreza WRC       | +   |
| 2000  | 85º Targa Florio Rally | Piero Longhi           | Lucio Baggio            | Toyota Corolla WRC       | +   |
| 2001  | 86º Targa Florio Rally | Gianluca Vita          | Maurizio Mari           | Peugeot 306 Maxi         | +   |
| 2002  | 66º Targa Florio Rally | Salvatore Riolo        | Maurizio Marin          | Peugeot 306 Kit          | +   |
| 2003  | 87º Targa Florio Rally | Paolo Andreucci        | Anna Andreussi          | Fiat Punto S1600         | +   |
| 2004  | 88º Targa Florio Rally | Paolo Andreucci        | Anna Andreussi          | Fiat Punto S1600         | +   |
| 2005  | 89º Targa Florio Rally | Salvatore Riolo        | Maurizio Marin          | Renault Clio             | +   |
| 2006  | 90º Targa Florio Rally | Paolo Andreucci        | Anna Andreussi          | Fiat Grande Punto S2000  | +   |
| 2007  | 91º Targa Florio Rally | Paolo Andreucci        | Anna Andreussi          | Mitsubishi Lancer Evo IX | +   |
| 2008  | 92º Targa Florio Rally | Luca Rossetti          | Matteo Chiarcossi       | Peugeot 207 S2000        | +   |
| 2009  | 93º Targa Florio Rally | Luca Rossetti          | Matteo Chiarcossi       | Abarth Grande Punto      | +   |
| 2010  | 94º Targa Florio Rally | Salvatore Riolo        | Angelo-Carlo Canova     | Citroën Xsara WRC        | +   |
| 2011  | 95º Targa Florio Rally | Paolo Andreucci        | Anna Andreussi          | Peugeot 207 S2000        | +   |
| 2012  | 96º Targa Florio Rally | Jan Kopecký            | Pavel Dresler           | Škoda Fabia S2000        | IRC |
| 2013  | 97º Targa Florio Rally | Paolo Andreucci        | Anna Andreussi          | Peugeot 207 S2000        |     |
| 2014  | 98º Targa Florio Rally | Paolo Andreucci        | Anna Andreussi          | Peugeot 208 T16          |     |

### Vainqueurs multiples
| # | Constructeur | Victoires |
| - | ------------ | --------- |
| 1 | Lancia       | 10        |
| 3 | Peugeot      | 7         |
| 2 | Abarth       | 6         |
| 4 | Ford         | 3         |
| 5 | Ferrari      | 2         |
| 5 | Renault      | 2         |
| 5 | Subaru       | 2         |
| 8 | BMW          | 1         |
| 8 | Citroën      | 1         |
| 8 | Mitsubishi   | 1         |
| 8 | Škoda        | 1         |
| 8 | Toyota       | 1         |

| # | Pilote          | Victoires |
| - | --------------- | --------- |
| 1 | Paolo Andreucci | 8         |
| 2 | Franco Cunico   | 4         |
| 2 | Dario Cerrato   | 4         |
| 4 | Salvatore Riolo | 3         |
| 5 | Piero Liatti    | 2         |
| 5 | Piero Longhi    | 2         |